# Mehmet Hetemaj
Mehmet Hetemaj (Srbica, 8 dicembre 1987) è un ex calciatore finlandese, di ruolo centrocampista o difensore.

## Biografia
Nato nell'allora provincia jugoslava del Kosovo, crebbe in Finlandia, Paese nel quale la sua famiglia si trasferì nel 1992 e del quale acquisì la cittadinanza; ha un fratello, Përparim, anch'egli calciatore professionista che gioca in Finlandia per il HJK.

## Carriera

### Club
Cresciuto nelle giovanili dell'HJK Helsinki, fa il suo debutto in prima squadra nel 2006: l'anno successivo passa in prestito al Viikingit.
Nel 2008 viene acquistato dai greci del Panionios: rimane in terra ellenica due anni, di cui uno in prestito al Thrasyvoulos.
Nell'estate 2009 viene acquistato in prestito dall'AlbinoLeffe: nella prima stagione bergamasca gioca con continuità, segnando il primo e unico gol in maglia celeste il 2 aprile 2010 in casa del Gallipoli.
Il 28 giugno 2010 viene riscattato dall'AlbinoLeffe e nelle due stagioni successive diventa titolare fisso.
Con la retrocessione dell'AlbinoLeffe in Lega Pro, il 6 luglio 2012 passa in prestito con diritto di riscatto alla Reggina.
Esordisce in campionato con la maglia amaranto l'8 settembre 2012 nella gara Verona-Reggina terminata 2-0 in favore degli scaligeri.
Finito il prestito alla Reggina ritorna all'AlbinoLeffe con la quale gioca 5 partite prima di passare in prestito alla squadra finlandese dell'Honka, con la quale disputa il primo turno di qualificazione preliminare alla UEFA Europa League, terminato con l'eliminazione della squadra finlandese a vantaggio della compagine estone del JK Sillamäe Kalev.
In data 7 agosto 2014 il Monza annuncia di aver acquisito il giocatore dall'AlbinoLeffe per la stagione 2014/2015.
In data 21 dicembre 2014 il giocatore si svincola dal Monza e, successivamente, il 27 gennaio 2015 firma un contratto con la squadra finlandese del SJK.

### Nazionale
Nonostante l'origine kosovara, ha scelto di giocare con la nazionale finlandese.
Con la nazionale Under-21 ha ottenuto la prima storica qualificazione al campionato europeo di calcio Under-21 in Svezia, chiuso all'ultimo posto nel girone B.
Esordisce con la maglia della nazionale maggiore il 4 febbraio 2009 nell'amichevole persa 5-1 contro il Giappone.

## Statistiche

### Presenze e reti nei club
Statistiche aggiornate al 29 settembre 2017.
| Stagione            | Squadra             | Campionato          | Campionato | Campionato | Coppe nazionali | Coppe nazionali | Coppe nazionali | Coppe continentali | Coppe continentali | Coppe continentali | Altre coppe | Altre coppe | Altre coppe | Totale | Totale |
| Stagione            | Squadra             | Comp                | Pres       | Reti       | Comp            | Pres            | Reti            | Comp               | Pres               | Reti               | Comp        | Pres        | Reti        | Pres   | Reti   |
| ------------------- | ------------------- | ------------------- | ---------- | ---------- | --------------- | --------------- | --------------- | ------------------ | ------------------ | ------------------ | ----------- | ----------- | ----------- | ------ | ------ |
| 2005                | HJK Helsinki        | A                   | 9          | 0          | CF              | 0               | 0               | -                  | -                  | -                  | -           | -           | -           | 9      | 0      |
| 2006                | HJK Helsinki        | A                   | 8          | 1          | CF              | 0               | 0               | -                  | -                  | -                  | -           | -           | -           | 8      | 1      |
| Totale HJK Helsinki | Totale HJK Helsinki | Totale HJK Helsinki | 17         | 1          |                 | 0               | 0               |                    |                    |                    |             |             |             | 17     | 1      |
| 2007                | Viikingit           | A                   | 9          | 0          | CF              | 0               | 0               | -                  | -                  | -                  | -           | -           | -           | 9      | 0      |
| gen.-giu. 2008      | Panionios           | SL                  | 6+4        | 0          | CG              | -               | -               | -                  | -                  | -                  | -           | -           | -           | 10     | 0      |
| 2008-gen. 2009      | Panionios           | SL                  | 0          | 0          | CG              | 0               | 0               | Int                | 1                  | 0                  | -           | -           | -           | 1      | 0      |
| Totale Panionios    | Totale Panionios    | Totale Panionios    | 6+4        | 0          |                 | 0               | 0               |                    | 1                  | 0                  |             |             |             | 11     | 0      |
| gen.-giu. 2009      | Thrasyvoulos        | FL                  | 9          | 0          | CG              | -               | -               | -                  | -                  | -                  | -           | -           | -           | 9      | 0      |
| 2009-2010           | AlbinoLeffe         | B                   | 23         | 1          | CI              | 1               | 0               | -                  | -                  | -                  | -           | -           | -           | 24     | 1      |
| 2010-2011           | AlbinoLeffe         | B                   | 36+1       | 0          | CI              | 2               | 0               | -                  | -                  | -                  | -           | -           | -           | 39     | 0      |
| 2011-2012           | AlbinoLeffe         | B                   | 35         | 0          | CI              | 2               | 0               | -                  | -                  | -                  | -           | -           | -           | 37     | 0      |
| 2012-2013           | Reggina             | B                   | 29         | 0          | CI              | 2               | 0               | -                  | -                  | -                  | -           | -           | -           | 31     | 0      |
| 2013-gen. 2014      | AlbinoLeffe         | 1D                  | 5          | 0          | CI              | 0               | 0               | -                  | -                  | -                  | -           | -           | -           | 5      | 0      |
| Totale AlbinoLeffe  | Totale AlbinoLeffe  | Totale AlbinoLeffe  | 99+1       | 1          |                 | 5               | 0               |                    |                    |                    |             |             |             | 105    | 1      |
| 2014                | Honka               | A                   | 8          | 1          | CF              | 0               | 0               | UEL                | 2                  | 0                  | -           | -           | -           | 10     | 1      |
| 2014-gen. 2015      | Monza               | LP                  | 17         | 0          | CI              | 0               | 0               | -                  | -                  | -                  | -           | -           | -           | 17     | 0      |
| 2015                | SJK                 | A                   | 31         | 2          | CF              | 3               | 0               | UEL                | 2                  | 0                  | -           | -           | -           | 36     | 1      |
| 2016                | SJK                 | A                   | 17         | 1          | CF              | 8               | 6               | UCL                | 2                  | 0                  | -           | -           | -           | 27     | 7      |
| 2017                | SJK                 | A                   | 18         | 1          | CF              | 0               | 0               | UEL                | 2                  | 0                  | -           | -           | -           | 20     | 1      |
| Totale SJK          | Totale SJK          | Totale SJK          | 66         | 4          |                 | 11              | 6               |                    | 6                  | 0                  |             |             |             | 83     | 10     |
| Totale carriera     | Totale carriera     | Totale carriera     | 268+5      | 7          |                 | 18              | 6               |                    | 9                  | 0                  |             |             |             | 300    | 13     |

### Cronologia presenze e reti in nazionale
| Cronologia completa delle presenze e delle reti in nazionale ― Finlandia | Cronologia completa delle presenze e delle reti in nazionale ― Finlandia | Cronologia completa delle presenze e delle reti in nazionale ― Finlandia | Cronologia completa delle presenze e delle reti in nazionale ― Finlandia | Cronologia completa delle presenze e delle reti in nazionale ― Finlandia | Cronologia completa delle presenze e delle reti in nazionale ― Finlandia | Cronologia completa delle presenze e delle reti in nazionale ― Finlandia | Cronologia completa delle presenze e delle reti in nazionale ― Finlandia |
| Data                                                                     | Città                                                                    | In casa                                                                  | Risultato                                                                | Ospiti                                                                   | Competizione                                                             | Reti                                                                     | Note                                                                     |
| ------------------------------------------------------------------------ | ------------------------------------------------------------------------ | ------------------------------------------------------------------------ | ------------------------------------------------------------------------ | ------------------------------------------------------------------------ | ------------------------------------------------------------------------ | ------------------------------------------------------------------------ | ------------------------------------------------------------------------ |
| 4-2-2009                                                                 | Tokyo                                                                    | Giappone                                                                 | 5 – 1                                                                    | Finlandia                                                                | Amichevole                                                               | -                                                                        | 46’                                                                      |
| 21-5-2010                                                                | Tallinn                                                                  | Estonia                                                                  | 2 – 0                                                                    | Finlandia                                                                | Amichevole                                                               | -                                                                        | 46’                                                                      |
| 24-1-2014                                                                | Nizwa                                                                    | Oman                                                                     | 0 – 0                                                                    | Finlandia                                                                | Amichevole                                                               | -                                                                        | 77’                                                                      |
| 21-5-2014                                                                | Helsinki                                                                 | Finlandia                                                                | 2 – 2                                                                    | Rep. Ceca                                                                | Amichevole                                                               | -                                                                        |                                                                          |
| 10-1-2016                                                                | Abu Dhabi                                                                | Svezia                                                                   | 3 – 0                                                                    | Finlandia                                                                | Amichevole                                                               | -                                                                        | 46’                                                                      |
| 13-1-2016                                                                | Abu Dhabi                                                                | Finlandia                                                                | 0 – 1                                                                    | Islanda                                                                  | Amichevole                                                               | -                                                                        | 46’                                                                      |
| 7-6-2017                                                                 | Turku                                                                    | Finlandia                                                                | 1 – 1                                                                    | Liechtenstein                                                            | Amichevole                                                               | 1                                                                        | 57’                                                                      |
| Totale                                                                   |                                                                          | Presenze                                                                 | 7                                                                        |                                                                          | Reti                                                                     | 1                                                                        |                                                                          |

## Palmarès

### Club

#### Competizioni nazionali
- Veikkausliiga: 1

SJK: 2015
- Suomen Cup: 3

HJK: 2006, 2008
SJK: 2016